# Berkovița (arie protejată)
Berkovița este o arie protejată (arie de protecție specială avifaunistică — SPA) din Bulgaria întinsă pe o suprafață de 2.799,94 ha, integral pe uscat.

## Localizare
Centrul sitului Berkovița este situat la coordonatele 43°14′15″N 23°11′25″E / 43.2375°N 23.190278°E.

## Înființare
Situl Berkovița a fost declarat arie de protecție specială avifaunistică în martie 2007 pentru a proteja 25 de specii de animale.

## Biodiversitate
Situată în ecoregiunile alpină și continentală, aria protejată nu include niciun habitat protejat.
La baza desemnării sitului se află mai multe specii protejate de  păsări (25): uliu porumbar (Accipiter gentilis), uliu păsărar (Accipiter nisus), fâsă-de-câmp (Anthus campestris), stârc cenușiu (Ardea cinerea), pasărea ogorului (Burhinus oedicnemus), șorecarul comun (Buteo buteo), barză albă (Ciconia ciconia), barză neagră (Ciconia nigra), șerpar (Circaetus gallicus), erete cenușiu (Circus pygargus), cristeiul de câmp (Crex crex), ciocănitoare de grădină (Dendrocopos syriacus), ciocănitoare neagră (Dryocopus martius), presură de grădină (Emberiza hortulana), șoimul rândunelelor (Falco subbuteo), vânturel roșu (Falco tinnunculus), Ficedula semitorquata, sfrâncioc roșiatic (Lanius collurio), sfrânciocul cu frunte neagră (Lanius minor), pescăruș argintiu (Larus cachinnans), ciocârlie de pădure (Lullula arborea), prigoare (Merops apiaster), viespar (Pernis apivorus), ciocănitoare verzuie (Picus canus), silvie porumbacă (Sylvia nisoria).
Pe lângă speciile protejate, pe teritoriul sitului au mai fost identificate 11 specii de păsări.